# Qualificazioni al campionato europeo maschile di calcio 1988 - Gruppo 3

## Classifica
| Team             | PT | G | V | N | P | RF | RS | DR  |
| ---------------- | -- | - | - | - | - | -- | -- | --- |
| Unione Sovietica | 13 | 8 | 5 | 3 | 0 | 14 | 3  | +11 |
| Germania Est     | 11 | 8 | 4 | 3 | 1 | 13 | 4  | +9  |
| Francia          | 6  | 8 | 1 | 4 | 3 | 4  | 7  | -3  |
| Islanda          | 6  | 8 | 2 | 2 | 4 | 4  | 14 | -10 |
| Norvegia         | 4  | 8 | 1 | 2 | 5 | 5  | 12 | −7  |

## Risultati
| Reykjavík 10 settembre 1986, ore 18:00 CET | Islanda       | 0 – 0 referto | Francia | Laugardalsvöllur (13,758 spett.)\| Arbitro: \| Alan Ferguson \| |
| Arbitro:                                   | Alan Ferguson |               |         |                                                                 |

| Arbitro: | Karl-Josef Assenmacher |

|                |           |                  |
| Guðjohnsen 30’ | Marcatori | 44’ Sulakvelidze |

| Oslo 24 settembre 1986, ore 19:00 CET | Norvegia      | 0 – 0 referto | Germania Est | Ullevaal Stadion (10,142 spett.)\| Arbitro: \| Egbert Mulder \| |
| Arbitro:                              | Egbert Mulder |               |              |                                                                 |

| Arbitro: | Paolo Casarin |

|  |           |                     |
|  | Marcatori | 67’ Belanov 73’ Rac |

| Arbitro: | Zoran Petrović |

|                     |           |  |
| Thom 4’ Kirsten 89’ | Marcatori |  |

| Arbitro: | Howard King |

|                                                                  |           |  |
| Lytovchenko 26’ Belanov 28’ (rig.) Blokhin 33’ Khidiyatullin 54’ | Marcatori |  |

| Lipsia 19 novembre 1986, ore 20:00 CET | Germania Est    | 0 – 0 referto | Francia | Zentralstadion (54,578 spett.)\| Arbitro: \| George Courtney \| |
| Arbitro:                               | George Courtney |               |         |                                                                 |

| Arbitro: | Erik Fredriksson |

|                         |           |  |
| Zavarov 41’ Belanov 49’ | Marcatori |  |

| Arbitro: | Frederick McKnight |

|                          |           |  |
| Micciche 38’ Stopyra 65’ | Marcatori |  |

| Arbitro: | Marcel Van Langenhove |

|  |           |             |
|  | Marcatori | 15’ Zavarov |

| Arbitro: | Henning Lund-Sørensen |

|  |           |                                                    |
|  | Marcatori | 15’ Minge 37’, 67’, 89’ Thom 49’ Doll 84’ Döschner |

| Arbitro: | Werner Föckler |

|                        |           |  |
| Mordt 71’ Andersen 80’ | Marcatori |  |

| Arbitro: | Gerassimos Germanakos |

|                   |           |           |
| Mychajlyčenko 77’ | Marcatori | 13’ Touré |

| Arbitro: | Wilfred Wallace |

|                           |           |              |
| Pétursson 21’ Ormslev 59’ | Marcatori | 10’ Andersen |

| Arbitro: | Håkan Lundgren |

|  |           |                |
|  | Marcatori | 31’ Eðvaldsson |

| Arbitro: | Dušan Krchnak |

|             |           |               |
| Kirsten 44’ | Marcatori | 80’ Aleinikov |

| Arbitro: | Joaquin Ramos Marcos |

|             |           |            |
| Fargeon 55’ | Marcatori | 80’ Sundby |

| Arbitro: | Friedrich Kaupe |

|                           |           |               |
| Kirsten 14’, 54’ Thom 33’ | Marcatori | 32’ Fjærestad |

| Arbitro: | Michał Listkiewicz |

|                          |           |  |
| Belanov 15’ Protasov 52’ | Marcatori |  |

| Arbitro: | Carlos Silva Valente |

|  |           |           |
|  | Marcatori | 90’ Ernst |

## Classifica marcatori
5 reti
- Andreas Thom

4 reti
- Ulf Kirsten

- Igor Belanov

2 reti
- Jørn Andersen

- Oleksandr Zavarov

1 rete
- Thomas Doll
- Matthias Döschner
- Rainer Ernst
- Ralf Minge
- Philippe Fargeon
- Carmelo Micciche
- Yannick Stopyra
- José Touré

- Atli Eðvaldsson
- Arnór Guðjohnsen
- Pétur Ormslev
- Pétur Pétursson
- Jan Kristian Fjærestad
- Per Edmund Mordt
- Tom Sundby
- Sergei Aleinikov

- Oleg Blokhin
- Vagiz Khidiyatullin
- Hennadiy Lytovchenko
- Oleksij Mychajlyčenko
- Oleh Protasov
- Vasyl' Rac
- Tengiz Sulakvelidze